# シキオン

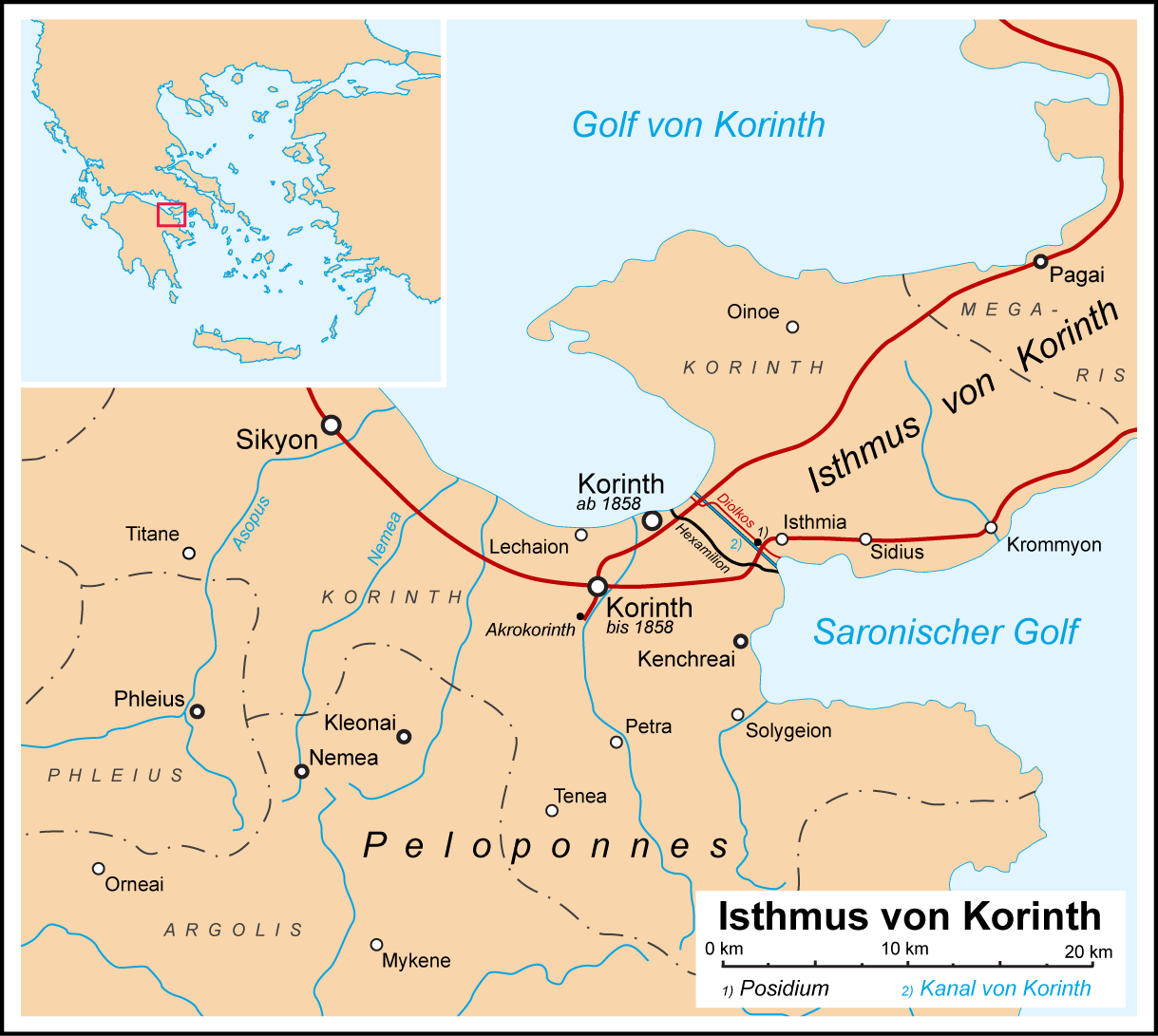
シキオン（シキュオーン）の場所

シキオン（希: Σικυών, Sicyon）とは、ギリシャのペロポネソス半島北東部コリンティア県にある地名。古典ギリシャ語の発音はシキュオーン。長母音を略してシキュオンとも呼ばれる。
古代ギリシアにおいては著名な都市として繁栄し、現在でもその遺跡が残っている。

## 著名な関連人物
- アイギアレウス
- リュシッポス
- オルタゴラス
- シキュオンのクレイステネス